# Дутово (сельское поселение)
Дутово — административно-территориальная единица (административная территория село Дутово с подчинённой ему территорией) и упразднённое муниципальное образование (бывшее сельское поселение с полным официальным наименованием муниципальное образование сельского поселения «Дутово») в составе городского округа (бывшего муниципального района) Вуктыл Республики Коми Российской Федерации.
Административный центр — село Дутово.
Статус и границы административной территории установлены Законом Республики Коми от 6 марта 2006 года № 13-РЗ «Об административно-территориальном устройстве Республики Коми».

## История
Статус и границы сельского поселения были установлены Законом Республики Коми от 5 марта 2005 года № 11-РЗ «О территориальной организации местного самоуправления в Республике Коми». Сельское поселение было упразднено в 2015 году в связи с образованием городского округа Вуктыл на территории бывшего муниципального района Вуктыл.

## Население
| 2010 | 2011  | 2012  | 2013  | 2014  | 2015  | 2016  |
| ---- | ----- | ----- | ----- | ----- | ----- | ----- |
| 1315 | ↘1298 | ↘1231 | ↘1163 | ↘1068 | ↘1036 | ↘1010 |

## Состав
Состав административной территории и упразднённого сельского поселения:
| № | Населённый пункт | Тип населённого пункта       | Население |
| - | ---------------- | ---------------------------- | --------- |
| 1 | Дутово           | село, административный центр | 957       |
| 2 | Лемты            | посёлок                      | 221       |
| 3 | Савинобор        | деревня                      | 15        |
| 4 | Шердино          | посёлок                      | 122       |